# Молодая кровь (фильм, 2015)
«Молодая кровь» (фр. La tête haute) — французская драма режиссёра Эммануэль Берко с Катрин Денёв в главной женской роли. Показом фильма 13 мая 2015 года был открыт 68-й Каннский кинофестиваль.

## Сюжет
Малони в 6 лет оставила мать, взбалмошная и безответственная женщина. С тех пор дерзкий, харизматичный и неуправляемый мальчик постоянно попадает в переделки, и, как следствие, — в суд по делам несовершеннолетних. Судья Катрин Денев и социальный работник Бенуа Мажимель, в прошлом — сам трудный подросток, озабочены судьбой юного преступника. Они сопровождают мальчика на пути его взросления, пытаясь спасти его от тюрьмы. В образовательном центре со строгими правилами, куда отправлен Малони, он знакомится с девушкой Тесс, благодаря которой у парня появляется надежда на исправление.

## В ролях

#### В главных ролях
- Катрин Денёв — судья Флоренс
- Род Парадо — Малони
- Бенуа Мажимель — воспитатель
- Сара Форестье — мать
- Диана Руксель — Тесс

## Критика
Андрей Плахов в «Коммерсанте» сравнивает фильм с советскими кинокартинами и находит в нём отражение реакции французского общества на трагедию с Charlie Hebdo:
«Если искать параллели для „Молодой крови“, я бы обратился к опыту советского кино — начиная с „Путевки в жизнь“ и вплоть до „Пацанов“ Динары Асановой. (…) Статусная премьера „Молодой крови“ давала понять: страна пережила трагедию (атаку на Charlie Hebdo) тяжело, но задумывается о её причинах, подоплеке. Вопреки обывательским мнениям, корень зла — это не исламский заговор, а недостатки в работе с молодежью, в системе образования, иммигранты же — только часть общей проблемы. Французская цивилизация отвечает на террор прививкой толерантности и уважения к личности, какой бы она ни была».
Оду толерантности здесь увидела и Наталья Григорьева в статье для «Независимой»:
"Таких, как Малони, в фильме много, хоть и показывают их мельком. Все, как один, не разговаривают, а кричат, взрываясь и срываясь от любой искры. Раздражающая дикость этих подростков разбивается о непоколебимое спокойствие взрослых."Молодая кровь" — ода не ювенальной юстиции, а неравнодушию, которого здесь, в этом обществе, заслуживает каждый по праву рождения. Ода толерантности в том смысле этого слова, которое сейчас вывернули наизнанку, чтобы попрекать при каждым удобном случае «загнивающий Запад».

## Награды
Сезар, 2016
- Самый многообещающий актёр — Род Парадо
- Лучший актёр второго плана — Бенуа Мажимель

| Номинации (6): |
| - Лучший фильм - Самая многообещающая актриса (Диана Руксель) - Лучшая актриса второго плана (Сара Форестье) - Лучшая актриса второго плана (Сара Форестье) - Лучший режиссёр (Эмманюэль Берко) - Лучший сценарий |